# Chad La Tourette
Pour les articles homonymes, voir La Tourette.
Chad La Tourette, né le 7 octobre 1988 à Livermore, est un nageur américain.

## Biographie
Il fait ses débuts internationaux lors des Championnats pan-pacifiques 2010 où il remporte deux médailles d'argent sur le 800 et le 1 500 mètres nage libre, devancé par Ryan Cochrane.
Il est sélectionné pour les Championnats du monde 2011 où il arrive cinquième du 1 500 mètres nage libre et sixième du 800 mètres.